# Derby Stallion
Derby Stallion (ook wel Derby Stallion: Thoroughbred Simulation Game) is een videospel dat werd ontwikkeld door ParityBit. Het spel kwam in 1997 uit de PlayStation en twee jaar later voor de Sega Saturn. Het spel is een simulatie van paardenrennen. Vanwege de populariteit van deze sport in Japan werd dit computerspel alleen in dit land uitgegeven. Bij het spel kan de speler paarden fokken, trainen en wedstrijden rennen. In totaal werden er 4 miljoen exemplaren van dit spel verkocht.

## Platforms
| Jaar | Platform    |
| ---- | ----------- |
| 1997 | PlayStation |
| 1999 | SEGA Saturn |